# سامارینا
سامارینا (به لاتین: Samarina) یک منطقهٔ مسکونی در یونان است که در شهرداری گریوینا واقع شده‌است. یک شهرداری سابق در منطقه گریوینا است که در غرب مقدونیه، یونان واقع شده‌است. از زمان اصلاحات ارضی دولت در سال ۲۰۱۱ این بخشی از شهرداری گریوینا یک واحد شهری شد. جمعیت آن به‌طور عمده از آرومانیانیون که از منطقه بالکان آمده‌اند و (گاهی اوقات ولاچ نامیده می‌شوند) تشکیل شده‌است. با توجه به مکان زیبای این منطقه که از جنگل‌های کاج تشکیل شده، بسیاری از گردشگران را به خود جذب می‌کند. جمعیت آن از سال ۲۰۱۱ تاکنون ۳۷۸ نفر بوده‌است. مساحت شهری آن ۹۷۲۴۵ کیلومتر مربع است.